# Campyloptère du Napo
Campylopterus villaviscensio
Espèce
Répartition géographique
Statut de conservation UICN

 NT  : Quasi menacé
Statut CITES
Le Campyloptère du Napo (Campylopterus villaviscensio) est une espèce de colibris.

## Répartition
Cette espèce est présente en Colombie, en Équateur et au Pérou.

## Habitat
Ses habitats sont les forêts tropicales et subtropicales humides de basses et hautes altitudes.

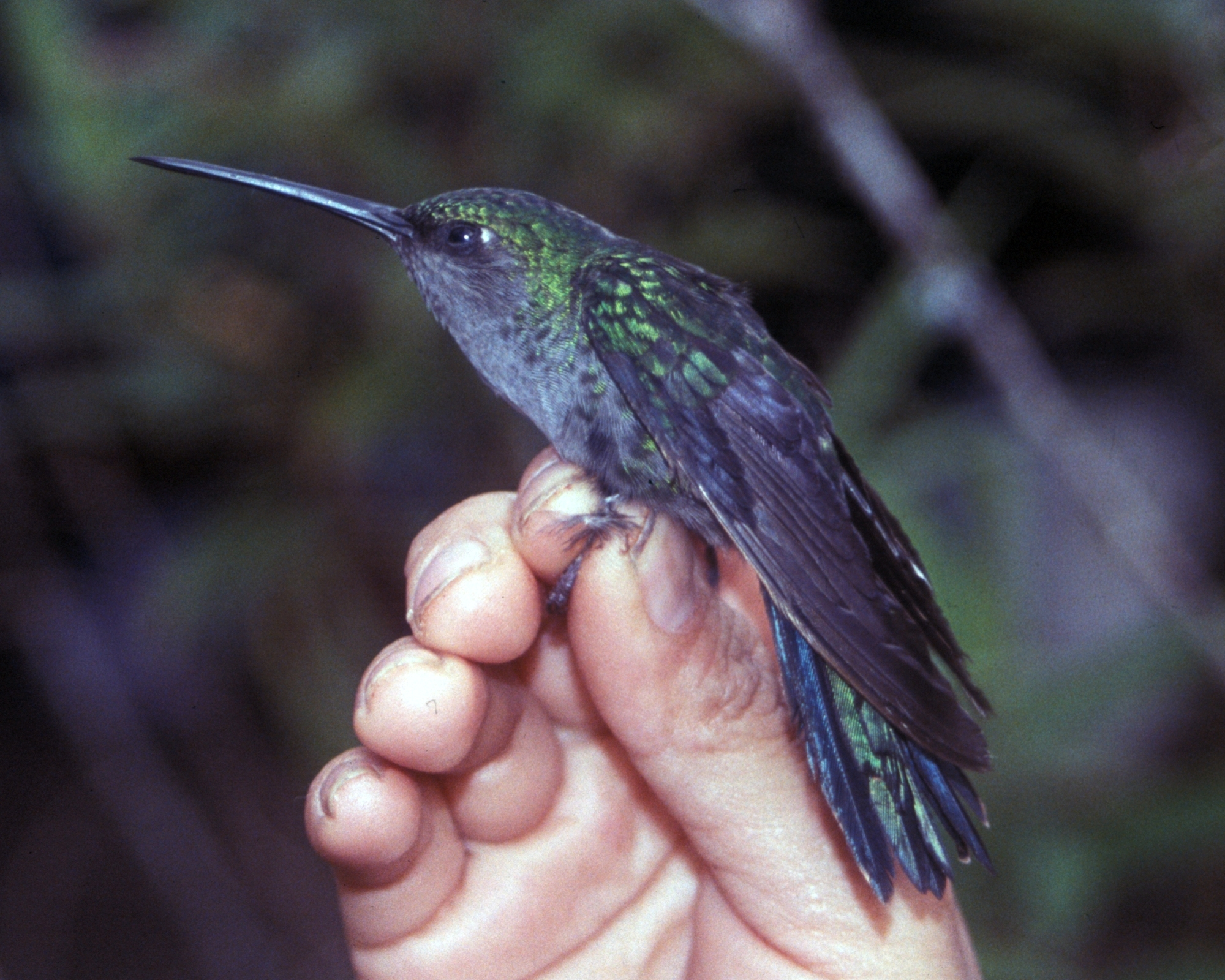
Une femelle